# Лашеева, Лидия Алексеевна
Ли́дия Алексе́евна Лаше́ева (20 сентября (2 октября) 1862, Москва — 1941, Ленинград) — российская писательница (публиковавшаяся под псевдонимом Марк Басанин) и переводчица

. Гражданская жена (с 1884 года), затем вдова Анатолия Лемана.

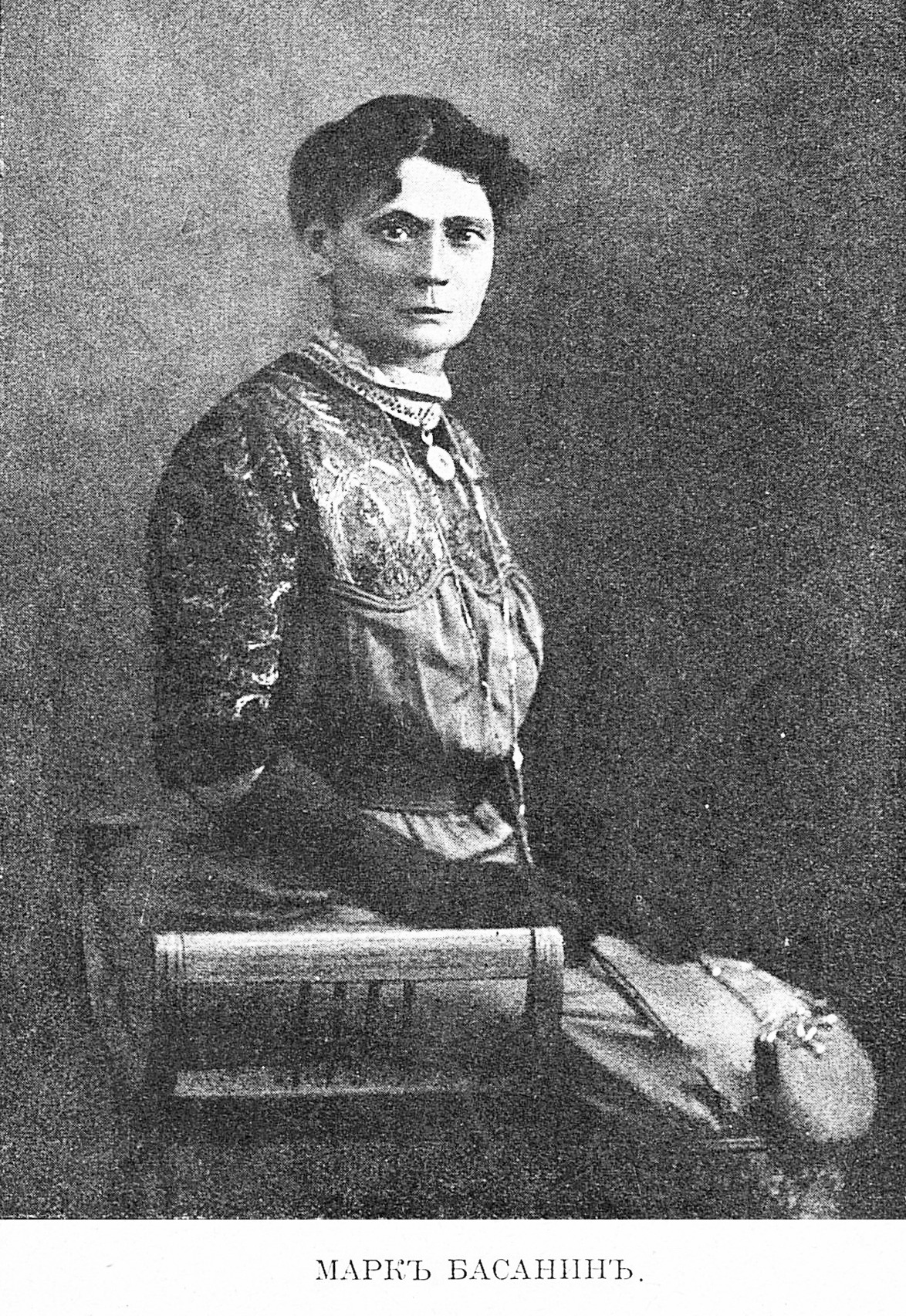
Лидия Алексеевна Лашеева

Родители — Алексей Фёдорович Лашеев (ок.1830-1882), путивльский мещанин, впоследствии — мещанин Напрудной слободы г. Москвы (в другом источнике назван купцом второй гильдии, разорившимся в 1876 году), и Лидия Валериановна, в девичестве Хлебникова, московская мещанка. Братья Фёдор (род. 1864), Валериан, Алексей, Александр, сестра Варвара (родилась в 1875 году).
Училась в Париже, в 1885 году вместе с гражданским мужем обосновалась в Петербурге, работала зубным врачом. В 1897 году совершила путешествие в Южную Америку. В 1900 году с семьёй перебралась в Винницу. В послереволюционные годы вновь оказалась в Ленинграде, погибла во время блокады Ленинграда.
Печаталась с 1889 года. Автор романов «Клуб Козицкого дворянства» (1893), «Конец „Голубятни“» (1895), «Новосёлковское кладбище» (1901), «Записки эмигранта в Южной Америке» (1902, журнальная редакция под названием «На чужбине», посвящён Л. Н. Толстому), «Кружковцы» (1905), «Торговый дом Бахвалова сыновья» (1916), мемуаров «На пороге жизни. Из детских воспоминаний» (1894, напечатаны в литературном приложении к журналу «Нива»), сборника рассказов «Будни» (1915) и многих других сочинений. Рассказ «Велосипедистка» (1897) считается автобиографическим. Публиковалась у А. С. Суворина, занимала правоконсервативные позиции, в то же время обладала определённым даром бытописания.
Для заработка занималась также переводами с различных европейских языков. Среди прочего перевела «Дон Кихота» Сервантеса (1903, сокращённое переиздание 1925), роман Эмиля Золя «Доктор Паскаль» (1893, спустя несколько месяцев после французского издания).
Мать десятерых детей. «Живая, огненно пылкая, неудержимо стремительная, весёлая, насмешливая, блестяще образованная, владевшая чуть ли не всеми европейскими языками. Она произвела сильное впечатление на А. И.», — так о ней написано в биографии А. И. Лемана, опубликованной в качестве предисловия ко второму изданию его книги «Теория бильярдной игры». Сохранила портрет А. И. Лемана и в 1939 году передала его на хранение в Русский музей.

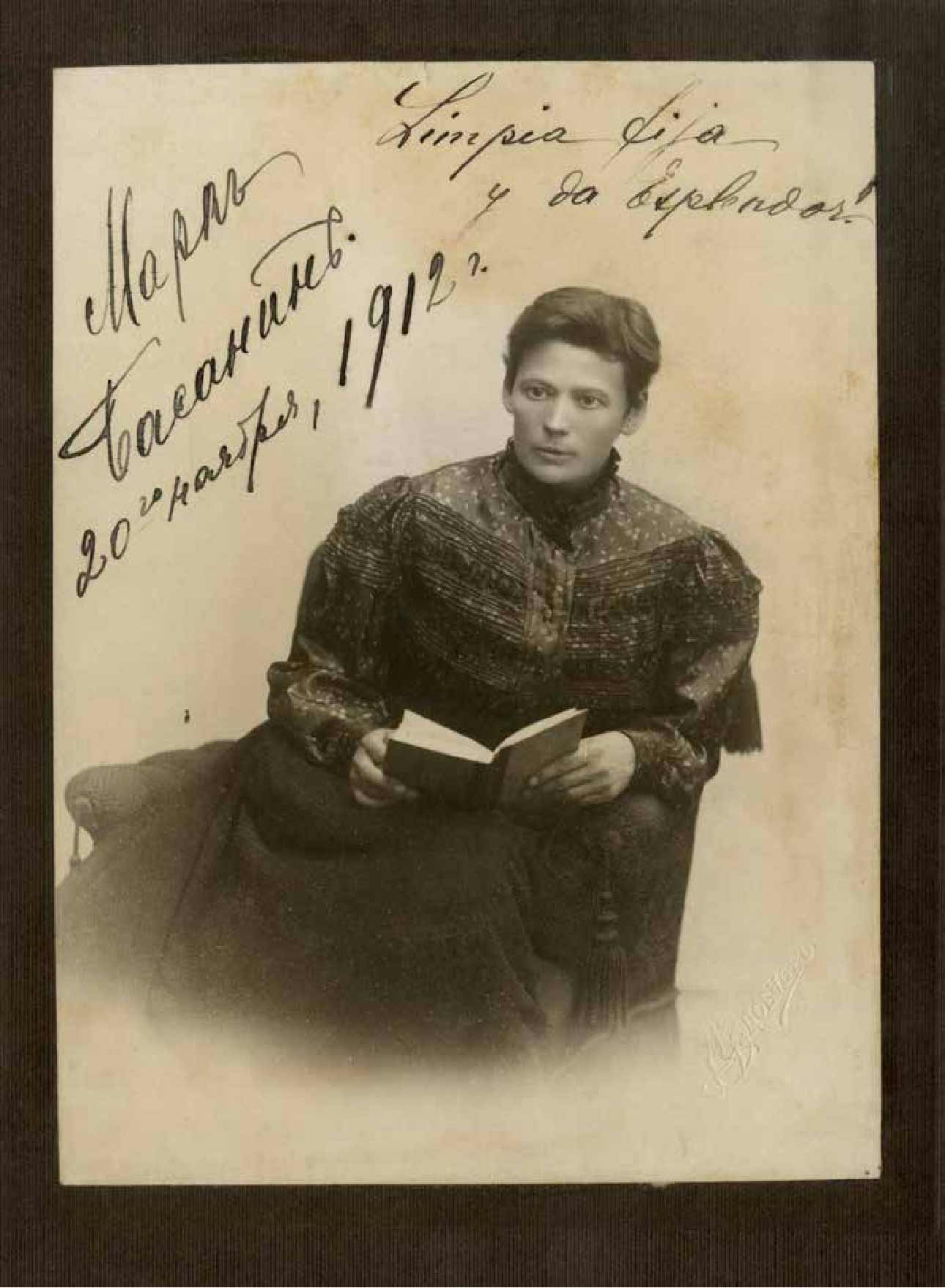
Лидия Алексе́вна Лашеева. Фотографии начала 1910 г.